# Cable select
Cable Select (CS) – jedno z ustawień, które zostało wprowadzone jako opcja wraz ze standardem ATA-1, umożliwiające napędowi samoczynne skonfigurowanie swojego adresu (MASTER lub SLAVE) w zależności od pozycji na taśmie sygnałowej.
Napęd konfiguruje się samoczynnie poprzez wykrywanie stanu na pinie 28 złącza Parallel ATA (zwane też potocznie IDE), pin ten jest podłączony do masy (potencjał 0) w złączu płyty głównej. Jeżeli we wtyczce wpiętej do napędu pin 28 jest podłączony do masy, to napęd skonfiguruje się jako MASTER i jako SLAVE w przypadku, gdy pin 28 nie jest podłączony do niczego. Standardową 40-żyłową taśmę sygnałową, można przystosować do obsługi CS poprzez rozcięcie przewodu 28 pomiędzy drugą, a trzecią wtyczką. Stan taki zapewniał sytuację, w której napęd ustawiony jako CS (Cable Select) konfigurował się jako urządzenie MASTER, gdy było podłączone do drugiej wtyczki (za pierwszą wtyczkę uznaje się wtyczkę wpiętą do złącza płyty głównej lub innego urządzenia obsługującego napęd). Takie rozwiązanie ujawniło swoje wady wraz z pojawianiem się urządzeń zdolnych do szybszych transferów, w przypadku pozostawienia ostatniej wtyczki niepodłączonej, dochodziło do odbić sygnałów zakłócających komunikację z urządzeniem. Nowe, 80-żyłowe taśmy sygnałowe adresujące wspomniany problem posiadały już wtyczkę MASTER (czarna) na końcu taśmy, a SLAVE (szara) na środku (pin 28 był usunięty z wtyczki).